# Juhani Järvinen
Pour les articles homonymes, voir Järvinen.
Juhani Järvinen, né le 9 mai 1935 à Tuulos et mort le 31 mai 1984 à Helsinki, est un patineur de vitesse finlandais.

## Biographie
Son premier résultat important au niveau international est sa cinquième place aux Championnats d'Europe 1954, alors âgé de 18 ans.
Il prend part aux Jeux olympiques de 1956 à Cortina d'Ampezzo, obtenant son meilleur résultat sur le 1 500 mètres trois dixièmes de seconde derrière son compatriote Toivo Salonen.
En 1959, il gagne la médaille d'argent aux Championnats d'Europe toutes épreuves derrière Knut Johannesen, puis le titre aux Championnats du monde toutes épreuves devant Salonen (sixième au 500 mètres (temps 43.4), troisième au 5 000 mètres (8.13.6), deuxième au 1 500 mètres (2.16.2) and septième au 10 000 mètres (17.19.9)). La même année, sur la piste de Squaw Valley, il bat le record du monde du 1 500 mètres avec un temps de 2 minutes, 6 secondes et 3 dixièmes. Son record tient sept ans (battu par Ard Schenk) et coincide avec sa prise de pouvoir sur l'Adelskalender pendant près d'un an. Il alors élu sportif finlandais de l'année. 
Il court aussi aux Jeux olympiques de 1960 (cinquième du 1 500 m notamment) et 1964.
Il devient un membre du Comité olympique finlandais entre 1977 et 1984, année de sa mort.
Son fils Timo, mari de Emese Hunyady est aussi patineur de vitesse.

## Palmarès

### Jeux olympiques d'hiver
- JO 1956 à Cortina d'Ampezzo, Italie :
  - 9e du 500 mètres
  - 4e du 1 500 mètres
  - Modèle:2Oe du 5 000 mètres
  - 12e du 10 000 mètres

- JO 1960 à Squaw Valley, États-Unis :
  - 16e du 500 mètres
  - 5e du 1 500 mètres
  - 15e du 5 000 mètres
  - 8e du 10 000 mètres

- JO 1964 à Innsbruck, Autriche :
  - 19e du 500 mètres
  - 8e du 1 500 mètres
  - 20e du 10 000 mètres

### Championnats du monde
- Oslo 1959
  -  Médaille d'or toutes épreuves.

### Championnats d'Europe
- Göteborg 1959
  -  Médaille d'argent toutes épreuves.

## Records personnels
| Épreuve  | Temps         |
| -------- | ------------- |
| 500 m    | 41 s 2        |
| 1 000 m  | 1 min 28 s 5  |
| 1 500 m  | 2 min 6 s 3   |
| 3 000 m  | 4 min 45 s 6  |
| 5 000 m  | 8 min 4 s 4   |
| 10 000 m | 16 min 35 s 4 |